# La Clochette
La Clochette (A Sineta) foi uma pequena revista católica publicada mensalmente em francês, em Paris, de 1901 a 1919 por uma organização chamada La Ligue de la Sainte-Messe (A Liga da Santa Missa). O título da revista faz referência à sineta tocada pelo acólito na Missa. O padre normando Esther Auguste Bouquerel (1855—1923) fundou a organização e editou a revista, que tinha aproximadamente 8 000 assinantes.
Em dezembro de 1912, a revista publicou a versão mais antiga conhecida de uma oração anônima pela paz, intitulada Belle prière à faire pendant la Messe (Bela oração para fazer durante a Missa). A autoria e a data de criação permanecem desconhecidas, mas é possível que o autor tenha sido o padre Bouquerel, já que a revista consistia principalmente em textos de sua autoria. Posteriormente, a oração se tornou mundialmente conhecida e passou a ser erroneamente atribuída a São Francisco de Assis (1182—1228). Atualmente, é conhecida como Oração da Paz ou Oração de São Francisco.